# 廷瑟
廷瑟（挪威語：Tynset）是挪威的一個市镇，位於内陆郡，行政中心为廷瑟村。市镇面积为1,879平方公里，人口数量为5,463人（2004年），人口密度为每平方公里3人。